# Delphinium
『Delphinium』(デルフィニューム) は、相田翔子の1枚目のソロ・ミニアルバム。1992年5月25日にポリスターから発売された。

## 概要
帯コピー：「揺られて…、魅惑のラプソディー。」
相田にとってWink在籍時代に発表した唯一のソロ・ミニアルバム。3月発売の鈴木早智子ソロ・ミニアルバム『Mode』、4月発売のWinkオリジナル・アルバム『Each side of screen』に続いて発売された作品で、1992年前期における3か月連続リリースの最後の作品である。オリコン・アルバムチャートでは週間9位を記録した。
自身の作曲による楽曲のほか、ジョン・レノン「Love」のカヴァー、サラ・マクラクラン「Vox」の日本語詞によるカヴァーなど全7曲が収録されている。M-5「黙示録」は、元々「It's Only For You」というタイトルだったものが改題されており、歌詞の一部が変更されている。
封入特典として、ジャケット写真の別カットを使用したオリジナル・ポートレートが添付されていた。
タイトルの ”デルフィニューム” とは、キンポウゲ科・デルフィニウム属に属する花の名称で、春に鮮やかな青、紫、白色などの花を咲かせる多年草の一種。

## 収録曲
※ 編曲は全て門倉聡。
1. Believe Moon 〜Overture〜［0:44］[注 1]
作曲: 相田翔子
  - ボーカルの入らないインストゥルメンタル・ヴァージョン。
2. Pleasure［5:25］[注 2]
作詞: 芹沢類 / 作曲: 門倉有希
3. アンビバレンス［4:52］
作詞: 芹沢類 / 作曲: 相田翔子
4. LOVE［4:19］
原作詞・作曲: John Lennon
  - ジョン・レノンの同名曲のカヴァー。
5. 黙示録［5:15］
作詞: 芹沢類 / 作曲: 鈴木祥子
6. VOX 〜あなたには聞こえない〜［4:59］
原作詞・作曲: Sarah McLachlan / 日本語詞: 芹沢類
  - サラ・マクラクランの同名曲を日本語詞でカヴァー。
7. Believe Moon［4:49］
作詞・作曲: 相田翔子